# Classificatie volgens Vaughan Williams
De classificatie volgens Vaughan Williams is de klassieke indeling van de antiaritmica. Antiaritmica zijn geneesmiddelen die bedoeld zijn voor het onderdrukken van hartritmestoornissen, zoals boezemfibrilleren of boezemflutters.

## Classificatie
- Klasse I: antiaritmica die vooral effect hebben op de natriumkanalen
  - Klasse IA: vertragen de actiepotentiaal en geven verlenging van de refractaire periode
  - Klasse IB: vertragen de actiepotentiaal en geven verkorting van de  refractaire periode
  - Klasse IC: vertragen de actiepotentiaal en hebben geen effect op de actiepotentiaalduur
- Klasse II: antiaritmica die een remmend effect hebben op het sympathisch zenuwstelsel
- Klasse III: antiaritmica die vooral effect hebben op de kaliumkanalen
- Klasse IV: antiaritmica die de calciumkanalen beïnvloeden

## Voorbeelden
- Klasse IA kinidine, disopiramide, procaïnamide
- Klasse IB lidocaïne, fenytoïne[1]
- Klasse IC flecaïnide, propafenon
- Klasse II: bètablokker
- Klasse III: amiodaron, sotalol
- Klasse IV: diltiazem, verapamil